# Ljungbyholm
Ljungbyholm is een plaats in de gemeente Kalmar in het landschap Småland en de provincie Kalmar län in Zweden. De plaats heeft 1461 inwoners (2005) en een oppervlakte van 169 hectare.